# 橋本彩
橋本 彩（はしもと あや、1989年3月21日 - ）は、神奈川県出身のグラビアアイドル、タレント。アップヒル・エンタテインメント所属。→ザ・ワンへ移籍。

## 出演

### TV・バラエティ
- 水着少女（2004年、 テレビ東京）
- バラエティアイランド（2004年 、エンタ!371）
- アイドル・独断と偏見・情報局（2004年、エンタ!371）
- TV-i-nation（2004年、エンタ!371）
- あきと由佳のIDOLPARK（2005年、エンタ!371）
- 情報発信塾 アイドル☆レボリューション（2005年  、TVK）
- 鈴木タイムラー（2005年、テレビ朝日）
- DAI安☆BSフジNAVI（2005年、BSフジ）
- シブヤらいぶ館（2006年、NHK)
- アイドル☆Kiss（MONDO21）

### 映画
- DIVIDE（2005年、辻岡プロダクション）
- 手塚眞のホラーシアター ザ・バースデイ 〜運命の魔人〜（2006年、コンパスTV）
- 紀子の食卓（2006年、アルゴ・ピクチャーズ）

### Vシネマ
- 幻想忍姫憚 藍（2004年、ビ-エムドットスリー）

### CM
- バンダイ 金色のガッシュベル!! ザ・カードバトル
- バンダイ 金色のガッシュベル!! ザ・カードバトルfor ゲームボーイアドバンス

### ビデオ・DVD
- 14歳 中学3年生 ファースト・スマイル（2004年、さくら堂）
- true colors（2004年、ジェネオンエンタテインメント）
- 現役中学生 〜美少女日記〜 2（2004年、GPミュージアムソフト）
- Sweet Girl（2005年、BNS）
- 女子高制服図鑑2006（2005年、ぶんか社）

### 雑誌
- プチ・バースデイ　専属モデル（2003年 、実業之日本社）
- Chu→Boh　VoL1（2004年、海王社)
- g-girl（2004年、角川書店）
- memew（2004年、近代映画社）
- GRAPHY（2005年、KKベストセラーズ）
- 新車王　表紙（2005年、三栄書房）
- CAPA　(2005年、学研パブリッシング）
- CM NOW　 VOL・115（2005年、玄光社）
- スコラ（2005年、）
- kindai（2006年、近代映画社）
- 週刊ヤングサンデー（2006年、小学館）